# The Brute (película de 1920)
The Brute es una película racial muda de 1920 dirigida, escrita, producida y distribuida por Oscar Micheaux. No se tiene conocimiento de que exista ninguna copia de la película y se cree que la producción es una película perdida. La versión original de la película incluía una escena en la que el boxeador derrota a un rival blanco, pero Micheaux se vio obligado a eliminar la escena por la censura. 

## Trama
Se cree que Herbert Lanyon está muerto después de un naufragio, y su prometida Mildred Carrison es obligada por su tía Clara, una mujer con mentalidad adinerada, a casarse con "Bull" Magee, un jugador y jefe del hampa que maltrata a Mildred. Después de que Herbert regresa, Magee atraviesa dificultades financieras de las que culpa a Mildred y Herbert, y busca venganza. Sin embargo, Herbert y una tía Clara arrepentida liberan a Mildred de Magee y los amantes pueden casarse. Una subtrama involucra al boxeador "Tug" Wilson, a quien su manager Magee le ordena caer en el decimoséptimo asalto de una pelea por premios en el clímax de la película. No se ha descubierto ninguna otra información relativa a la trama.
—Instituto de Cine Americano

## Elenco
- Evelyn Preer y Mildred Carrison
- AB DeComathiere – Toro Magee
- Sam Langford – Tug Wilson
- Susie Sutton – Tía Clara
- Lawrence Chenault – Herbert Lanyon
- Laura Bowman – La señora Carrison
- Mattie Edwards – Invitada en “The Hole”
- Alice Gorgas – Margaret Pendleton
- Virgil Williams – Árbitro
- Marty Cutler y Sidney Kirkwood
- Floy Clements – Irene Lanyon
- Louis Schooler – Klondike
- Harry Plater
- E. G. Tatum
- Al Gaines